# Соколовка (Козелецкий район)
Соколовка (укр. Соколівка) — село в Козелецком районе Черниговской области Украины. Население 281 человек. Занимает площадь 1,816 км².
Код КОАТУУ: 7422085303. Почтовый индекс: 17020. Телефонный код: +380 4646.
У окраины села находится крупная старица Десны — озеро Колодница.

## Власть
Орган местного самоуправления — Максимовский сельский совет. Почтовый адрес: 17020, Черниговская область, Козелецкий р-н, с. Максим, ул. Фрунзе, 22.